# ドルアーガの塔 (テレビアニメ)
『ドルアーガの塔』（ドルアーガのとう）は、バンダイナムコゲームス（旧ナムコ、現バンダイナムコエンターテインメント）のコンピュータゲーム『ドルアーガの塔』を原作としたテレビアニメ作品。アニメーション制作はGONZO。
2008年4月より『ドルアーガの塔 〜the Aegis of URUK〜』（ドルアーガのとう ジ イージス オブ ウルク）が放送され、また、2009年1月より第2期『ドルアーガの塔 〜the Sword of URUK〜』（ドルアーガのとう ザ ソード オブ ウルク）が放送された。
キャッチコピーは「世界の行く末はその塔に束ねられた」。

## 概要
制作にあたってはバンダイナムコゲームスが全面的に監修し、ゲーム版の開発者である遠藤雅伸もスーパーバイザーとして制作に参加している。本作は「バビロニアン・キャッスル・サーガ」第一作目『ドルアーガの塔』を原作としているが、要所要所に残る三作品の設定を散りばめている。
なお、GDHはアニメ化権と共にPCオンラインゲーム化権も取得、傘下のゴンゾロッソオンライン（後のロッソインデックス）の制作・運営による『ドルアーガの塔 The Recovery of BABYLIM』が2008年4月1日に正式サービス開始された。
当初のアニメーションキャラクターデザインは朝来昭子であったが、高岡淳一に変更されている。

## ストーリー

### ドルアーガの塔 〜the Aegis of URUK〜
勇者ギルと巫女カイの物語が伝説として伝承された80年後の世界。5年に一度だけ天上のアヌ神の加護により、塔内の魔物は力を失ってしまうアヌの夏。その3度目のアヌの夏が訪れようとしている時、塔内都市メスキアではギルガメシュ王により建国されたウルク国の軍がドルアーガ討伐のため3度目の出征に備え、冒険者達が塔の最上階に眠るという伝説の秘宝「ブルークリスタルロッド」の噂を聞きつけ賑わっていた。彼らの目的はドルアーガの討伐なのか、それとも「ブルークリスタルロッド」の奪取か。今、剣と魔法の大冒険が始まる!!

### ドルアーガの塔 〜the Sword of URUK〜
ジル達の活躍によってドルアーガが倒され、塔からも魔物の姿は消えウルク国に一時の平和が戻った。しかし、ジルはカーヤの裏切りによる傷心のため部屋に引きこもり、ファティナもそんなジルの世話をしながら魔物のいなくなった塔で観光客相手のガイドをして生活費を稼ぐ、どこか満たされない毎日を過ごしていた。そんなある日、気分転換に訪れた先でジルはカイと名乗る少女に磔にされたカーヤの幻像を見せられる。その幻はいずれ現実に起きることだと語るカイに導かれ、カーヤの死を阻止しその真意を確かめるため、ジルは再び仲間と共に塔を登る事を決意する。今、二度目の大冒険が始まる…。

## 登場キャラクター
この世界の人物は名乗りを上げる際、父の名、及び出身地を併称する場合が多いが、以下その旨については特に表記しない。
- ジル - 「我はマルカの子ジル、ラルサの出」
- メルト - 「私はボルヘの子メルト、フェリデューン家の者だ」

### 登頂者

#### ジルのパーティー
ジル
声 - KENN（幼少期 - 能登麻美子）
本作の主人公。16歳。敵前逃亡の汚名を着せられ非業の死を遂げた父・ラルサ（声 - 宮本充）の名誉回復とウルク国の平和とを願いドルアーガ討伐を目指す。最初は異母兄であるニーバのパーティーに所属していたが、冒険中の失敗を理由に解雇される。その後、メスキア市内にてカーヤ達とパーティーを組み、再び塔の頂上を目指す。カイから「三度大きな裏切りにあう」と予言されている。
冒険者・戦士としては未熟だが、超人的な打たれ強さと怪力に加え、放たれた矢にも瞬時に反応する反射神経の持ち主で、更に2期では剣術及び登頂者としての種々の技術に向上が見られる。また、常に誰かのため、何かのために頑張るひた向きさは、パーティーの仲間を初め多くの人物が認めている。
戦闘ではその頑強さを活かし、主に防御役（ガーディアン）を担当。第1期ではカーヤ経由でギルガメス王から託された剣と杭仕込みの盾を使用し、第2期からは黄金騎士団が使用している蛇腹剣と伸縮可能な板状の盾を使用し、ニーバとの決戦では第1期と同じ剣と盾を使用する。戦闘のスタイルは敵に斬り込んだり、持ち前の怪力や反射神経で敵の攻撃を受け止める盾役の戦士。
メルトに「名手」とまで言わしめるほどローパー踊り（モンスターであるローパーの独特の動きを踊りにしたもの）を得意としており、それは父親から一子相伝で伝えられたものらしい。
第1期の最後にドルアーガを倒すもニーバとカーヤに裏切られ、突如起こった洪水によって仲間達と共に塔の下層まで流されてしまう（ゲーム『ドルアーガの塔』中で言うところのZAPに見舞われる。『イシターの復活』においてもWater LineやWater Ductと言った、排水絡みの「逆」ZAP面が存在する）。
第2期ではケルブが経営する宿屋の2Fに居候しており、半年間程度はカーヤの件における傷心から長らく部屋の中に閉じこもっていたが、ふとした出来事からのカイとの出会いによって、再びファティナらとともにギルガメスの塔（旧ドルアーガの塔）の最上階へ赴き、先行して幻の塔を登るカーヤに再会するための旅を始める。
塔と外の世界では時間の流れが違うため、ジルが引きこもっていた期間は半年程度でニーバ達に追いついたのは一か月程度であったが、ニーバ達にとっては三週間しか経っていなかった。ニーバにとってはあっさりとジルに追いつかれてしまったことは驚きであったが、実力の差はそれでも大きく精神的な成長の差もあまり埋められていなかった。最初の旅の目的であった父の名誉回復についても実は心の底ではもはや信じていないことを自覚していなかったが、幻の塔の常春の館で父に再会できなかったことをニーバに指摘され、やはり自分の父は敵前逃亡し矢傷で命を落としたと心の底では信じていたのだと納得せざる得ない状況へと追い込まれてしまう。
ニーバからの態度は疎遠ではあるが、昔はジルが飼っていた金魚の世話を怠ると兄としてジルに注意を促すなど、親が違っても兄弟の関係は普通の兄弟同様に良好であった。
塔を登っていく中で再会や新たな敵を経て、もう一人のギルガメスと対峙、果てには真の目的を果たそうとするニーバと対峙する。
ニーバを倒した後も、カーヤとは塔の残骸で会っている様子。
カーヤ / イシュハラ
声 - 折笠富美子
17歳。治癒や強化魔法を操る神官（オラクル）。ギルガメス王とカイの血筋を受け継ぐ巫女で、本編中で唯一存命している王夫妻の肉親。
意味深なポエムの台詞を連発する天然な性格。そして、ニーバと同じく幻の塔の事を知る人物の1人。塔を上る目的は、もう一人のギルガメスを倒すこと。
メスキア市内でジルと不良冒険者とのやりとりを目撃し、彼の常識外れの頑強さに興味を持つ。それ以降、彼と行動を共にすることになる。最初はジルのことは好きでもなんでもなく、ただ頑強で騙されやすく都合良く動いてくれる手駒として扱っていたにすぎず、用が済めば自分と共に命を絶ってくれる存在として使っていた。
第1期最終話でニーバと共に真の姿を現したドルアーガの塔へと登っていく。彼女はそれ以来、目的の達成のためには何者をも利用して顧みようとしないニーバとは対照的にジルを裏切ったことに罪の意識を感じていたが、終盤でジルと再会した際に和解し、二度と彼を裏切らないと誓い、ジル達と共にニーバ討伐に赴く。
ジルがニーバを倒した後は女王に即位するが、その後も城を抜け出して登頂者の姿でジルと会っている模様。
アーメイ
声 - 早水リサ
19歳。豊富な登頂経験を持つ橙色の髪の女戦士。当初はカーヤに雇われていた。穂先が高速回転するギミックを備えた槍を装備し、ジルが敵の前進を食い止めている間、主にオフェンスに回る。パーティの運営面においてもジルのブレーキ役であり、口数は少なめだが、冒険者としては良き先輩で、先生であり、越えるべき壁でもある。第1期の最終決戦でドルアーガの後頭部に槍を突き刺すも直後に致命の一撃を受け、落命。その後、この槍は刺さったままになっていたところをジルが手にし、ドルアーガに止めを刺すのに使われた。
第2期では、幻の塔の常春の館にてジル達の「二度と会えないけど会いたい人」として彼らと再会した。
かつては軍に所属していてケルブとは旧知の仲。実は可愛い物に目がない。
登頂目的は軍人時代に求婚されていたオーウェン（返事をする前に戦死した）にもう一度会うことをブルークリスタルロッドに願うためで、それは死に際にオーウェンの幻影に会う形で叶えられ、求婚を受け入れる言葉を発して息を引き取った。
メルト
声 - 郷田ほづみ
20→21歳。炎と雷の攻撃魔法を得意とする魔術師（メイジ）。主に後方支援役で、ロッドを使い分ける事により様々な攻撃魔法をゴルフのスイングのように操る（当たらないことが多い）。クーパの紹介と、ある意味成り行きで仲間になった。王宮付きの魔法使いだったが没落した貴族（フェリデューン家）の出身で、美人に目がなく、我儘ではあるが裏表がない性格。魔法の腕は確かだが不平不満が非常に多い。グニュグニュした食感の食べ物（かつ「ゲテモノ料理」）が嫌い（クーパが作った料理を口にした際、材料がローパーやナマコである事を知らされると全部吐き出してしまった）。シャンプーハットを使用しており、幼少の頃から使用しているピンクの毛布がないと眠れないらしい。
クーパとは喧嘩することもあるが彼なりに家族として大事に思っているようで、危険を伴う旅に随伴させないことを望んだり、クーパが連れ去られた際には落ち込み、救出するために奔走もした。
ジルと衝突する事も多く、凸凹コンビの様相を呈している。
第2期で登場した際には、砂ねずみ講を用い、金剛の宮でスキーリゾート施設「メルトランド」を経営、大富豪となっていた。ジルたちを裏切りウラーゴンにカイを引き渡すものの、ゴンドラの動力源や給仕役として酷使していたローパーの反撃に遭いメルトランドは雪崩に飲み込まれて崩壊し無一文となる。その際にウラーゴンによって案内役として強制的に同行させられ、幻の塔を目指すこととなる。クーパと共に扉をくぐった際に黄金騎士団とはぐれ、ジル達と合流した。
ニーバがジルに倒された後、カーヤに仕えている様子。
クーパ
声 - 茅原実里
10歳。額の大きなリボンが特徴の、メルトの従者（サーヴァント）。兵站に長けた怪力少女で、メルトの多種類のロッドを収納しているケースを軽々と抱えている。メルトが攻撃魔法を使う際、キャディーのようにどのロッドを使うのがベストかアドバイスすることもある。塔から落ちてきたスライムに取り込まれていたが、ジル達に助けられたことが縁で自ら（と主人）を売り込む。
ローパーでさえ食料として扱うほど生活力に溢れ、塔内では主人を含め経験の浅いパーティをあらゆる面から支える。また、幼いながらも巧みな演説能力も持し、2期最終回にて崖から落ちかけ繋がっているジル・カーヤ・ファティナ・ウトゥの4人を一気に引っ張り救うほど力持ちである。主人や仲間に対しても毒舌だが、ジルは笑って済ませている。しゃべり口調はハイテンションなですます調（「 - ございますです」など）。
第2期では、大富豪となったメルトの第1秘書を務めていた。
ニーバがジルに倒された後、メルトと共にカーヤに仕えている様子。

#### ニーバのパーティー
ニーバ
声 - 櫻井孝宏（幼少期 - 金田アキ）
17歳。正確無比な射撃と卓越した知略を備える弓手（アーチャー）。ジルの異母兄。塔内では有名な登頂者で、「竜殺しのニーバ」の異名を持つ。
極めて冷静沈着だが、己の目的のためには仲間も踏み付けにする面もある。ジルが自分の反対を押し切って塔に登った後も気にかけてはいるが、一方では愛憎入り混じった複雑な感情を抱いている。ドルアーガの腹心であるサキュバスとは何らかの関係を持っており、塔の真実を知る唯一の人物。その目的はブルークリスタルロッドを使って二つの塔を一つにし、神々に対する兵器として使用することである。
一子相伝のローパー踊りを盗み見ることでマスターしていた（これをマスターしていたため、面白い芸を見せないと先に進めない扉を突破し、ジルよりも先んじて塔の上層部に向かうことができた）。
実力は非常に高く、破邪の矢の能力に驕ることなく戦術でも他を圧倒するほど鍛錬を積んでいる。人智を超えた四騎士相手でもその実力は見劣りせず逆にとどめを刺し、破邪の矢を使い尽くした後は四騎士が使っていた大剣をそのまま武器としてギルガメスと戦うなど適応度も高い。
本来の性格は泣き虫で劣等感の塊でありジルと森に行って道に迷った際、ジルは高揚感を楽しんでいたのに対しニーバは一晩中泣いていたという過去もある。ジルがニーバに甘え頼ることが多かったため、親が違うとはいえ兄として頼れる存在になるべき今のニーバの性格が形成された。
親が違うとはいえジルのことは弟として優しく接していた時期もあり、ジルが金魚の世話を怠った時には兄として叱ったりもしている。
ファティナに疑念の目をかけられた時はファティナの好意を利用してキスをすることでごまかしたり、カーヤが体力的についていけなくなった時はわざと強引に肉体関係をせまる演技をしてカーヤが自分から離れるように促すなど、非常に身勝手な方法も辞さない。一方で心情的には本気で相手のことを気遣っており、ファティナへのキスも彼女を本当に大切な仲間と感じていたが故など決して悪人ではない。カーヤへ肉体関係をせまる演技をしたのも自分を支えようとしてくれる彼女を傷つけることなく、そのうえで自らの意志で自分から離れていかせるには彼女に嫌われる以外に方法を見いだせなかったという不器用な性格も影響していた。
第1期の最終話で、真の姿を現したドルアーガの塔をカーヤと共に登って行った。
第2期終盤でギルガメスに戦いを挑むものの敗れ、その際に一度は瀕死の状態に陥るが、サキュバスの囁きを受けて命を繋ぎ復活。
ブルークリスタルロッドを手に二つの塔を一つにし、不完全ながらも少しずつ自らをドルアーガと化しながら神に対して戦争を仕掛ける。これは父の死や神々の気まぐれで苦しんだ上に悪意に満ちた人間世界に直面し、神々相手に戦争を仕掛けて勝利し自分自身が神となることが最優先であるためであった。だが実際にはジルに対する劣等感が全てであり、実際のところは神々に勝つことなどどうでもよくなってしまっていた。ジルとの最終決戦に敗れた際はようやくその劣等感から解放された。
最終回でジルと戦闘後死亡したかに見えたが、エンディングでは幼女化したサキュバスと共に彼のシルエットが一瞬写る。
ファティナ
声 - 堀江由衣
16歳。炎の魔法を操る美少女魔法使い（メイジ）。気が強く我がままだが、裏表のないさっぱりとした性格。怖い話が嫌い。金品やブランド物に目がなく、ブルークリスタルロッドの力で大金持ちになるためニーバのパーティーに参加する。ジルとはよく口げんかになるが、窮地に陥ったジル達を心配したり仲間の死に悲しみを見せるなど、根は素直で優しい。ニーバに想いを寄せていたが、彼がカーヤと共に幻の塔へ向かったことでその気持ちは踏み付けにされ、彼女の心には傷が残ることになった。
第2期では、引きこもりのジルの世話をしながらギルガメスの塔（旧ドルアーガの塔）の観光ガイドをし、自分の所持している杖そっくりのレプリカを売ったり（高価なせいか売れ行きは思わしくない模様）して生計を立てていた。ジルと共にカイと出会ってからも塔に登る事には反対していたが、やはり捨てきれない想いからジルたちと共に再び幻の塔を目指すことになる。パーティでは仲間を魔法でサポートし、幻の塔に入る際には自分の目的のために仲間を連れて幻の塔に足を踏み入れることを躊躇するジルを励まし、仲間と共に先へと進む決意を促した。彼女もまたジルと共に、ニーバ討伐へ赴く。
ジルに対しては、第1期では登頂者仲間という意識だったが、第2期では好意があるようで、ジルに抱きついたり、カーヤや他の女性への嫉妬を見せており、ジルとの生活もまんざらでは無かった様子。
最終決戦の際、ウトゥにプロポーズされるが、断っている。しかしニーバ討伐後もウトゥとは変わらず行動を共にし、息の合った凸凹コンビぶりを発揮。
カリー
声 - 石田彰
17歳。軽戦士（スカウト）。幼少期から裏社会で生きてきたため、その業界に精通しており世間慣れしている。目的はブルークリスタルロッドを手に入れてそのお金で貧しい故郷を再建すること。
通常は先行して哨戒するなど補佐役だが、地面に残された足跡を情報源に敵対パーティーの陣容を正確に把握したり、厳重に封印の施されたアイテムを開封するなど、登頂者としては相当な実力者。また、ダガーによる接近戦や巧みな投擲を見せるなど、個人としての戦闘力も高い。
パズズ達が運んでいた棺を発見し、内容物を確認するも、その直後に現れたパズズとの戦闘で口封じ同然に殺された。
第2期では常春の館にてウトゥ、ファティナらの「二度と会えないけど会いたい人」として、ジル達と再会した。また、マイト・ザ・フールに仲間を頼むと言うなど、死後もパーティーにとって重要な役割を果たす。
兜に隠れて表情のわからないウトゥが泣いていることを察するなど、非常に仲間思いな人物。
ウトゥ
声 - 安元洋貴
年齢不詳。巨漢で全身に鎧を纏い、大型の斧と手投げ弾を武器とし、第2期ではスイッチを入れることでエネルギーの刃が構築される斧（ハンマーなどにも変化可能）を使用（本人曰くこれに賞金のほとんどを費やしたらしい）。戦闘力も高く、落ち着いた性格で頼りになる男。子供好きな面もあり、パーティーと離ればなれになったクーパを背負ったりカイの世話をしたりなど外見に似合わない優しさを持つ。第2期でカリーと再会した際にはその喜びから、しばらく常春の館に留まることを望んでいた。
普段は兜の面頬を下ろしており、食事等のシーンでは画面の横や後ろを向いているため視聴者には素顔を見せなかったが、第2期では兜と鎧を纏わない姿で登場したため、彼の素顔を知らなかったジル、及びケルブにはウトゥだと認識されなかった。
クーパの料理の隠し味に気づくなど、味覚は鋭い。怖い話をするのが好きで、いつもファティナを怖がらせている。
第1期終了後、素顔を晒して謎のレスラー「キャプテン・モロー」として過ごし、チャンピオンにまでなっていた。自分が試合をしていたテント内での騒ぎの末、ジルやファティナ、そしてカイを援護して逃走。その後ジル達と共に幻の塔を目指し旅立ち、ニーバ討伐へ赴く。
その最終決戦の際、ファティナにプロポーズをしているが、断られる（だが、後述のとおり行動は共にしている）。
ニーバが倒された後は、ファティナと共にカリーの故郷を訪れたり、登頂者として活動している様子。
名前の元ネタは太陽神シャマシュのシュメール名。

#### ギャルパーティー
通称「美肌パーティ」。ア行とラ行の組み合わせで名付けられている。
第1期ではジル達の片羽討伐に協力し、竜の鱗を手に入れた。第2期ではケルブの店におり、エタナの反乱にも参加した。
アーラ
声 - 野上絵里
オラクル。赤毛の女性。2期12話エピローグではイグラ(声 - 加藤将之)と共に厨房で仲良さそうに働いていた。
イリリ
声 - 金田アキ
ガーディアン。金髪の女性。
ウー・ルー
声 - 藤森多哉
アーチャー。ケルブの店で働いている。
エンレ
声 - 宮川美保
ランサー。眼鏡をかけている女性。
オロ
声 - 水野理紗
ソーサレス。水色の髪の女性。ケルブの店で働いている。

### 伝説の冒険者
ギル
声 - 関智一
【黄金の勇者】と称される戦士で現バビリム王国国王。80年前に単身で塔の最頂部にてドルアーガを打ち倒し、世界に平和をもたらした。
カイ
声 - 矢島晶子
イシターの巫女でギルの恋人。80年前に単身ドルアーガを倒しに塔に上ったが逆に囚われ、その後ギルに救われた。後にギルガメス王妃として彼との間に子をなし、行方不明となった。
ギルとは違い、肉体は消滅しており心だけが生きている状態のため（亡霊ではないらしい）、自分の意図した年齢の姿をとることができる（老婆など自分の経験したことのない年齢の姿にはなれない）。時折ジルの前に現われては何らかの助言をする。サキュバスと彼女は幻の塔のシステムに干渉することができる。
昔のドルアーガの塔に眠っていたが、ジルがやって来た際に眠りから覚めた。その後、肉体を再構成してウルク国内を逃亡する中で力を使い果たし、小さな子供の姿になってしまった。レスリング会場でジル、ファティナと出会い、ジルに塔の頂上まで連れて行くよう願い出る。最上階ではジルに倒されたギルガメスと共に去ったが、その後彼と共にブルークリスタルロッドを天界に返し、登頂者になった様子。
子供の姿をした時は口数こそ少ないものの、やんちゃな面を見せている。
彼女なしでは真のドルアーガの塔は出現しないため、彼女を捕えようと狙う者もいる。
カーヤことイシュハラの曾祖母であり、カーヤの天然な性格と強い信仰心は彼女から受け継がれている。

### バビリム王国
ギルガメス王
声 - 土師孝也（幼少期 - 甲斐田ゆき）
バビリム王国国王。80年前に単身で塔の最頂部にてドルアーガを打ち倒した「勇者ギル」その人。年齢は100歳を越えているが、引退する事なく王国の政を切り盛りしている。かつてドルアーガを倒した際に呪いを受け不死となったため、暗殺者に胸を刺されたはずなのに生きているなど奇怪な現象が起きるが、真実を知る者は少ない。
カーヤは彼の曾孫で、存命している唯一の肉親である。妻となったカイも含めて彼の家族は短命だったらしい。
かつては比類のない名君だったが、終わりのない政争と家族との早すぎる死別により心を病み、第2期開始時点（もう一人のギルガメスいわく最後の半年間）ではその心の闇から生まれたもう一人のギルガメスの力の増大によって徐々に暴君へと変貌する途上にある。また、心の闇が広がれば広がるほど自らの感情を制御できない状態に陥り、自暴自棄になっていた。その後はアミナを斬り、その時点でもう一人のギルガメスとほぼ完全に同化し暴君と化すものの、ケルブらの反乱によって軍は降伏し、幻の塔内でもう一人のギルガメスが倒されたことにより彼自身もついにその生涯を終えた。
もう一人のギルガメスは幻の塔の最上階に存在しており、不死の呪いは彼を倒すことで消滅する。
エピローグではかつての若い姿で、カイと共に暴君となっていた自分を倒してくれたジルに感謝しており、天界にロットを返したら今度は登頂者になると宣言している（エピローグの登頂者の中には老いたギルガメスに瓜二つの人物が確認できる）。
マーフ
声 - 志村知幸
バビリム王国の宰相。パズズにもう一人のギルガメスの暗殺を依頼をしている。ギルガメスに殺害された。
アミナ
声 - 田中敦子
太った中年女性の大臣にして将軍。ギルガメスが二人いるという事実を知っており、「この国には強い王が必要」との思いから、もう一人のギルガメスを殺させないためにヘナロを放つ。「この国には強い王が必要」と進言しながらギルガメス王に斬殺されたが、結局ジル達によってもう一人のギルガメスを討たれた事により、計画は失敗に終わった。
シエラ
声 - 弓場沙織
アミナの部下。アミナ亡き後は彼女の代わりに軍隊の指揮を執っている。しかしエタナ達の反乱に敗北し捕らえられた。その後はケルブの店で酒浸りになっている様子。

### 黄金騎士団
ギルガメス王の名の下に好き勝手をしていた金色の鎧を身につけている騎士団。ウラーゴンの指揮で幻の塔に足を踏み入れた部隊は、扉をくぐる際にバラバラになったりモンスターに襲われたりなどでほとんど壊滅し、常春の館に到着した時点では指揮官以下わずか2名のみとなっていた。なお、ウルク国内には塔に向かった部隊を除いても相当数が残っているとみられる。
ウラーゴン
声 - 森川智之
ウルク国の黄金騎士団団長。イシターの巫女カイを追って、彼女と行動を共にするジル達を追う。
上官である軍の高官アミナに対しては媚びへつらっているが、本性は傲慢かつ自己中心的で、部下や一般市民といった目下の者には高圧的に振舞い、無関係な者を巻き添えにする事も厭わない。しかし、常春の館でのクムとの離別などを経て、自分を慕うマイト・ザ・フールと共に遊んだり彼女の行為を褒めたりするなど、次第に自然な優しさを見せるようになる。
幻の塔で彼の指揮する部隊は壊滅したが、最後の1人になりながらも任務達成の意志を失わない強固な責任感の持ち主でもあり、また、ジル達を裏切ることになった際には、少なからず後ろめたさを感じる一面も見せた。
幻の塔最上階では、マイト・ザ・フールを殺された悲しみと怒りからもう一人のギルガメスを後ろから刺し、その討伐の決め手となった。
最終回のエンドロールでは、マイト・ザ・フールを想いつつ、子供達（詳細は不明）と共に教会らしき場所で穏やかに暮らす姿を見せている。騎士団を辞めたのかは不明。
クム
声 - 杉山大
第1期ではケルブの部下で共に生き残っていた兵士の一人（ドルアーガ戦にてメルト達の護衛に付いた）で、共に戦ったジル達の実力を認めている。
幻の塔の常春の館で子供の頃に他界した姉のキリエ（声 - 川澄綾子）と再会し、そこで姉と共に暮らすことを選びウラーゴンと離別した。
最終回のエンドロールにてファティナやウトゥ達と一緒にモンスター討伐をしているクムらしき黄金の鎧を纏った騎士が確認できる。

### 幻の塔
もう一人のギルガメス / 黒ギルガメス
声 - 関智一
姿はかつて若かりし頃のギルガメスと瓜二つ。ブルークリスタルロッドを所持している。黒い鎧を身にまとっていたが、ギルガメスと同化してからは黄金の鎧を纏うようになる。
最終回でジル達を圧倒するものの、マイト・ザ・フールがウラーゴンを庇って死んだ事により、そのウラーゴンの怒りの一撃を背後から受けて足止めされた事で逆転され、敗北・消滅した。

### パーティメンバーの関係者
サキュバス
声 - ゆかな
ドルアーガの腹心を自称するが、実際の関係は不明な点が多く、時としてドルアーガにとって不利益な事も行っている。詳細は不明だが80年前に現れたドルアーガの妾。ドルアーガ討伐後何者かに封印された。開封した者を塔の最上階にいざなぎ新たなドルアーガにする。作中では有名な存在だと思しく、ジルも彼女の名は伝説の中の登場人物として知っていた。
また、ニーバとは以前から面識があるらしく、神出鬼没で現れては言葉巧みにニーバを惑わせる。カーヤの前にも現われたことがあるほか、カイとも何らかの関りがあるらしい。
人の精神に干渉する術を持ち、幻覚で戦意を喪失させることなどもできる。
第2期最終話のエピローグで、ニーバと共に出てきたが、なぜか幼くなっていた。
ケルブ
声 - てらそままさき
ウルク国親衛隊の指揮官を務める将軍。やや非常識な言動を行うが、ドラゴンと単騎で戦える実力を持つ剣士でもある。親衛隊を去った後もなお、彼を慕う者がいるなど、軍隊に置けるその影響力は高い。
凶悪なドラゴン「片羽」との戦いの際に共闘したジルを気に入る。登頂者のことを見下していたが、ジル達などの出会いから考えを改めた。アーメイとは旧知の仲。
第2期では、登頂者達のドルアーガ退治の功績を認めずギルガメス王の手柄にしようと言い出す重臣達や、それを承認したギルガメス王に不満を抱き、半ば追放の形で親衛隊を辞職してメスキアの街中で宿屋を経営しながら生活している。その宿屋はかつての登頂者達が常連として通っており、ジルも宿屋の2Fで居候していた。
ジル達が再び塔に向かった後、自身も塔やギルガメスに関することを調べるために旅に出ていたが、反乱を起こしたエタナ達が絶体絶命の時、援軍と共に駆けつけ彼女たちのピンチを救った。ニーバ討伐後はエタナと結婚した。
エタナ
声 - 水野理紗
ケルブの副官。常識人で、ケルブの行動に頭を抱えることもあるが、彼には強い信頼を寄せ、好意を抱いている。冷静で頭が切れ、状況に合わせた臨機応変な対応を見せる。
第2期では、ケルブが親衛隊を去った事に伴い、彼女が親衛隊の指揮官に任じられる。ギルガメス王や重臣達に不信を抱きながらも彼らの命を受け「ディンギルの梯子」建設を指揮しているが、ギルガメス王の暴虐ぶりから不利な状況下であることも厭わず反乱を起こす。ニーバ討伐後はケルブと結婚した。
パズズ
声 - 田中正彦
謎の暗殺集団を束ねる頭目で暗殺術と魔術に長け、目的のためなら部下をも平然と犠牲にする非情な男。第2期で登場するヘナロの父でもある。
バビリム王国の宰相マーフからある依頼を受け、塔を登っている。また部下に4つの棺を運ばせていた。ニーバとは面識がある。
金剛の宮でニーバのパーティーと交戦中援護に来たジルに片目を潰され撤退する。その後天空の宮でニーバと交戦した際に彼を殺害したと思いこみ、棺の4戦士でドルアーガを倒そうとしたところをニーバに攻撃され落命。結果、棺の4戦士はその後暴走する。
第2期の常春の館で、ヘナロと邂逅するもヘナロを愛していないと言い放つなど冷徹さは変わらなかった。
ヘナロ / ヘカテ
声 - 花澤香菜
第2期から登場。パズズの娘。ケルブの宿屋の常連客であるボウガン使い（ドルイド）。一人称は「ボク」。ジル達と黄金騎士団の騒ぎに巻き込まれ、半ば強引に塔を上る羽目になる。常に悲観的に物事を考える傾向がある。
後に実はアミナの部下で後述する四騎士の制御、回収を目的として、その件とパズズの娘であるという素性を隠し、偶然を装いジル達のパーティに加わったことが判明。
一度は四騎士を制御してジル達を裏切り、もう一人のギルガメスの下に仕える。しかし最終的にはもう一人のギルガメスを裏切りマイト・ザ・フールを制御して彼に立ち向かった。
グレミカ
声 - 根谷美智子
バビリム派と並んでウルク国を2分する派閥、スーマール派に属する弓使いの暗殺者。そのスーマール再興のために行動している。元々はニーバの師匠だが、ニーバの目的が別にあることを知り、ニーバの命を狙う。カイを追い詰めるも逃げられるが、彼女がジル達と行動を共にするのを見つけるや方針を変え、泳がせた上で監視するべくウラーゴン達に追われるジル達を弓の長距離狙撃で援護した。
幻の塔に入る直前にカイを捕え、以降彼女を監視下に置いていたがニーバとの戦闘で彼女を逃がしてしまう。第2期最終話で単独でニーバに挑む。
アクラ
声 - 冨澤風斗
グレミカの副官である魔法使い。幻の塔をグレミカと共に行動し、魔法による防御や攻撃補助などの援護をする。ニーバと対峙したグレミカが感情に任せて戦闘に繰り広げたため、ニーバの放った矢に撃たれて重傷を負う。グレミカの前で息を引き取る際も最後までグレミカの心配をしており、仕事の引継ぎをできないまま命を落とすことを謝罪していた。
ナキア
声 - 中村優
エタナの部下の少年。最終回のエンドロールにてファティナやウトゥ達と一緒にパーティーメンバーとして行動している。

### 四騎士
パズズが運んでいた棺の中身の4人。かつてドルアーガに仕えた4人のナイトの魂と闇の鎧から生み出された魔法機械で、それぞれの性能や特性が反映されている。その戦闘能力は各々極めて高く、幻の塔内部の空間を自由に移動することができる。元々はスーマール帝国が使っていた兵器。
パズズの命令に従うようになっており、その命令がない場合、優先命令である「すべて殲滅」を実行する。そのため、パズズ死亡後は事実上の暴走状態に陥っていた。
マイト・ザ・フール
声 - 斎藤千和
外見は少女の姿をしており、戦闘においては背中の伸縮自在の白く細長い布のようなもので相手を突き刺して攻撃する。原型はハイパーナイト。極端な感情の起伏を見せることがある。
第1期でカリーが偶然見つけた棺に入っていた。その際の刷り込みでカリーをママと思っている。
グレミカとの戦闘で損傷し、記憶されていた命令が消去され気を失っていたところを黄金騎士団が発見する。
その後は常春の館でカリーの願いに従いウラーゴンと行動を共にし、彼を「ウーラン」と呼び、懐いている。
最終回でのもう一人のギルガメスの攻撃によって致命傷を負い、ウラーゴンに看取られて消滅する。ウラーゴンは自分を慕ってくれたマイト・ザ・フールを喪った悲しみに暮れると同時に、彼女を殺したもう一人のギルガメスへの怒りに燃え、もう一人のギルガメスへ逆襲の一撃を背後から浴びせた事が逆転の決め手となった。
全てが終わった後もマイト・ザ・フールへの想いと彼女との思い出はウラーゴンの心に残り続けた。
ソード・オブ・ブラッド
声 - 千葉一伸
外見は青年の姿をしており、戦闘においては大型の剣と身体から発せられる炎を使う。原型はレッドナイト。感情は見られず、淡々と命令をこなす。
当初は優先命令を実行していたが後にヘナロに制御され彼女と彼女にとらわれたカーヤ、クーパを幻の塔最上部に導いた。幻の塔、最上階でのニーバとの戦闘で破壊された。
ティアー・オブ・アイス
声 - 弓場沙織
外見は妖艶な女性の姿をしており、戦闘においては身体から発生した氷を使う。原型はブルーナイト。ソード・オブ・ブラッド同様、感情は見られない。
当初は優先命令を実行していたが後にヘナロに制御され彼女と彼女にとらわれたカーヤ、クーパを幻の塔最上部に導いた。幻の塔最上階で、ヘナロの命令によりジル達を殲滅しようとするが、ファティナの渾身の魔法で倒された。
スペキュラ・エクス・マキナ
声 - 原紗友里
外見はロボットのような姿をしており、怪力で、戦闘においては主に腕のガトリング砲を使用する。感情らしきものを顔のマークで表現し、発声はマシンボイスで人語をほとんど話さない。原型はミラーナイト。
ジルとニーバの共闘によって破壊された。

### 神・邪神
イシター
声 - 田中理恵
バビリムの聖愛と戦の女神。
ドルアーガ
塔を創造し、4本の足と8本の腕を持ち最頂部に巣食う魔王。ドルアーガの塔を守護する巨大な塔の持ち主。登頂者達が倒さなければならないと言われている最大のボス。80年前【黄金の勇者】ギルに倒されたとされるが、15年前に再び復活した。巨体な甲虫を思わせる姿で塔の最上階を徘徊する。
ジルの手で倒されブルークリスタルロッドを落とすが、それは真のブルークリスタルロッドではなく、ドルアーガと思われていたモンスターもロッドを守るガーディアンであった。

### モンスター
アニメ内に出てくる、ローパー等のモンスターについては、コンピュータゲームのドルアーガの塔の欄も参考の事。
片羽
塔内に住まう赤いドラゴン。片方の翼がないためこう呼ばれている。過去、ニーバのパーティーを全滅に追い込んでいる。ケルブとジル達などのいくつかのパーティの共闘によって倒された。
ローパー
塔内ではポピュラーな怪物で、無数の触手から生物の精気を吸い取って生きる。劇中では食材としても利用されている。ジルの家に伝わる「ローパー踊り」の振り付けや、それを見たメルトの言葉から、どうやら雌雄同体の生物のようである。子供のローパーに危害を加えようとする者に対しては容赦がない。
劇中ではコミカルな扱いを受けているが、実際のゲームではすべてのシリーズにおいて最悪クラスの難敵である。『イシターの復活』では種類も豊富で、能力的にも優遇されており、プレーヤーを特に苦しめた。

#### 第1期表1話
ジルの夢の中に出てきたモンスター。いずれもコミカルに脚色されている。
ブラックナイト
声 - 黒田崇矢
ジル一行の前に最初に姿を現すモンスター。年齢は100065歳。ブラックナイトだが「深紅の騎士、ブラックナイト」と名乗る。ジルには何度も名前を間違われるが、そのたびに「ブラックナイトだ」と訂正する几帳面な性格。登場時に死亡フラグを口にしたウトゥをあっさりと倒す。ジルに倒され止めを刺すように言うが、逆に腕を磨けと諭される。出会いから10年後にドルアーガの塔でクオックスに苦戦しているジルたちの前に「お前を倒すのはこの私だ」と味方として登場するもウトゥと同じ禁句を口にしてクオックスに倒される。
クオックス
声 - 酒井敬幸
塔内でジル達を待ち構えていた。口から火の玉を吐いて攻撃する。最初に口から火の玉を噴きカリーを黒焦げにして倒す。その後、ブラックナイトも倒すがそれがジルの真の勇者としての力を出す引き金となり、倒される。
ドルアーガ参人衆
クオックスを倒したジル一行を倒すために集結したナイト達。4人いるのになぜか参人衆と名乗っている。真の勇者の力を解放したジルに一撃で全滅させられる。
ブルーナイト
声 - 園部啓一
「蒼瞑（そうめい）の騎士、ブルーナイト」と名乗る。
ミラーナイト
声 - 岐部公好
「白銀の騎士、ミラーナイト」と名乗る。
ハイパーナイト
「精鋭の騎士、ハイパーナイト」と名乗る。
レッドナイト
声 - 荻野晴朗
「ついでに深紅の騎士、レッドナイトォォォ」と語尾を強調して名乗る。
ドルアーガ
声 - 中田譲治
禍々しい姿で登場するがものすごく小さい。実はジルの実父。この戦いが終わった後は村で再婚予定。突如ジルを助けにかけつけた宿屋の主人（声 - 西村知道）を倒し、ジルの怒りを買いピコピコハンマーで殴られる。その後、空中戦にもつれ込みジルは仲間達の力を借りてドルアーガを打ち倒す。

## 用語
ドルアーガの塔（80年前）
今から約80年前、天にあるブルークリスタルロッドを奪うために建てられた建造物。そこに前述するドルアーガが現われた事で物語が始まった。現在は新・ドルアーガの塔地上十数階該当場所にて取り込まれている。ダンジョンとして過去と変わらない威厳を保ちつつ、入口にはゴースト（ドルアーガの塔に登場するモンスター）に似た亭主による駄菓子屋と風呂、そして謎の操作盤がある。
ドルアーガの塔/ギルガメスの塔
約15年前に復活したドルアーガの魔力により、かつての塔がそびえていた同じ場所に創造された。建造物であった旧塔と違い、内部は四季のある大自然のような魔物達の巣窟となっている。雲を超える程の高さを持つため、相当の距離を離れてもすべてを一望することは困難。ウルク王国管轄下の地域にある事から、騎士団による討伐が定期的に行われるほか、魔物を討伐する人間側の拠点「塔内都市メスキア」が「錫の宮」第一層に建設されるなど内部は下層になるほど人の手が行き届き、そこで人々はモンスターと戦いながら日々の生活を営み、暮らしている。
塔の全貌は未だ明かされておらず、判明している限り主に八つの「宮(みや)」という階層で分けられ、さらにそれぞれの宮には細かく幾つもの「園（その）」に分けられている。塔の5年に一度ドルアーガの魔力が弱くなる「アヌの夏」という時期があり、大陸中の冒険者達はこの時に塔に集まり「登頂者」として塔を登っている。
第2期では、ドルアーガが倒されてから魔物が住み着くことはなくなり、一般公開されている。
以前ジル達がドルアーガを倒したことを有耶無耶にし、王が倒したことにすればよいという高官らの提案をギルガメス王が許諾したため、塔は「ギルガメスの塔」と呼ばれている。
幻の塔とひとつになることで「対神兵器」として神に対抗できる兵器となり、その一撃は山一つを瞬時に消滅させた。
幻の塔
パズズ曰く「ギルガメスの夢から生まれた場所」。現実世界と時間の流れが異なり、ジル達が7か月ほどケルブの店で暮らしていた間も塔内では3週間しか経っていなかった。
常春の館
2度と会えないが会いたい人と会える場所。死者の館とも呼ばれる。ここでジル達はアーメイ、カリーと再会した。
ウルク（URUK）
ギルガメス王がバビリム王国とスーマール帝国を統合して誕生した新王国。
ゲーム『ザ・ブルークリスタルロッド』の結末の一つでも同様の統合でウルク国が誕生しているが、あちらでは統合前にロッドを天界に返したので別設定。
登頂者
ドルアーガの塔を登る冒険者達の別名。最上階のドルアーガを打ち倒そうと登る者もいれば、塔内の金銀財宝を探す者など、様々な目的で塔を登る者達を総して呼ばれている。登頂者達は主にパーティーで行動しており、チームワークが問われる。

## その他
- 第1期・第2期とも、オープニングは作品のキャラが現代風の世界にある街メスキアで生活しているワンシーンが描かれている。後にドラマCDとして詳しく描かれることとなった。第2期オープニングに登場する野球場は、東京都あきる野市の市民球場がモデルになっている（エンディングにクレジット表記がある）。
- 第1期の本編中で原作ゲームさながらのドット画による描写演出が多く使われている（大抵はギャグシーン）。
- 第1期の7話の次回予告には、遠藤雅伸本人が登場している。
- 第1期・第2期共に、ほぼ全話に渡って何らかの形で各キャラクターの入浴シーンが描かれている。
- 第2期放映中にカラオケボックスチェーンの「パセラ」で遠藤雅伸プロデュースによるフードメニューが期間限定で提供された。その中の一品に「禁断のローパー触手入りグリーンカレー」というものがあった[3]。当初、「ローパーの触手」が本当は何だったのかについては伏せられていたが、後に遠藤自身によって凍みコンニャクであったことが明かされた[4]。
- 作中でイクラ丼が登場しているのは、放映の前年に原作ゲームのBGMに「イクラ丼が食べたかったな」で始まる歌詞を付けて初音ミクに歌わせた動画がニコニコ動画にアップロードされ、流行していたことにちなんだお遊びのため。GYAO!で第1期第1話が配信された時は本物のイクラ丼をプレゼントするキャンペーンまで行われた[5]。

## スタッフ
- 原作 - バンダイナムコゲームス「ドルアーガの塔」[2]
- 監督 - 千明孝一[2]
- シリーズ構成 - 賀東招二
- キャラクター原案 - 白亜右月[2]
- メインキャラクターデザイン - 高岡じゅんいち
- キャラクターデザイン - 山形厚史
- モンスターデザイン - 丹澤学
- メインアニメーター - 熊膳貴志、久嶋浩徳
- プロダクションデザイン - 小林誠
- ドルアーガデザイン - 草彅琢仁
- 美術監督 - 東潤一
- 色彩設計 - 内林裕美
- 撮影監督 - 石黒晴嗣
- 編集 - 肥田文
- 音響監督 - 郷田ほづみ
- 音楽 - 崎元仁
- 音楽プロデューサー - 藤田純二
- プロデューサー - 難波秀行、橋本太知
- アニメーションプロデューサー - 小島勉
- 制作 - GONZO[2]
- 製作 - イズミプロジェクト[注 7]

## 主題歌
第1期
オープニングテーマ 「SWINGING」
作詞・作曲 - トシヒロ / 歌 - ムラマサ☆
エンディングテーマ「塔頂者たち」
作詞 - 山田ひろし / 作曲・編曲 - 渡部チェル / 歌 - KENN
第2期
オープニングテーマ「Questions?」（第1話 - 第11話）
作詞 - 山田ひろし / 作曲・編曲 - 渡部チェル / 歌 - 中村優
エンディングテーマ「魔法使いですけど。」（第1話 - 第11話）
作詞 - 山田ひろし / 作曲・編曲 - 渡部チェル / 歌 - カーヤ（折笠富美子）
最終回エンディングテーマ「SWINGING」（第12話）
作詞・作曲 - トシヒロ / 歌 - ムラマサ☆

## 各話リスト
第1期地上波最速のtvkとGYAO!にて同日放送開始されたが、TV放送版がジルの妄想を描いた「表1話」、GYAO!放送版が現実での出来事を描いた「裏1話」となっている（DVD第1巻初回限定版に裏1話も収録）。また最終話もtvkでの放送に合わせてGYAOでも同時間帯放送を実施、同時に25時からのGyaOジョッキーで乾曜子・喜屋武ちあき司会、監督の千明・構成の賀東・スーパーバイザーの遠藤・プロデューサーの橋本がゲスト出演した特番を生放送し、作品放送中は出演者を交えた実況チャット大会を行った。
第2期のGYAO放送版は、一部キャストのアフレコ風景が生放送された「横1話」となっている。
| 話数                         | サブタイトル                 | 脚本                         | 絵コンテ                     | 演出                         | 作画監督                                  | 総作画監督                   |
| 第1期：〜the Aegis of URUK〜 | 第1期：〜the Aegis of URUK〜 | 第1期：〜the Aegis of URUK〜 | 第1期：〜the Aegis of URUK〜 | 第1期：〜the Aegis of URUK〜 | 第1期：〜the Aegis of URUK〜              | 第1期：〜the Aegis of URUK〜 |
| ---------------------------- | ---------------------------- | ---------------------------- | ---------------------------- | ---------------------------- | ----------------------------------------- | ---------------------------- |
| 表1                          | ドルアーガの巨塔             | 賀東招二                     | もりたけし                   | 高橋幸雄                     | 藤澤俊幸                                  | 藤澤俊幸                     |
| 裏1                          | ジルの冒険                   | 伊藤イツキ                   | 千明孝一                     | 市村徹夫                     | 小菅和久 赤尾良太郎                       | 熊膳貴志                     |
| 2                            | 塔内都市メスキア             | 賀東招二                     | 福田道生                     | 玉田博                       | 菅井翔                                    | 高岡じゅんいち               |
| 3                            | 旅立ちの前に                 | 賀東招二                     | 寺岡巌                       | 上田繁                       | Shuzilow.HA                               | 藤澤俊幸                     |
| 4                            | バンド・オブ・ハンド         | 賀東招二                     | 高岡じゅんいち               | 寺澤伸介                     | 日下岳史                                  | 高岡じゅんいち               |
| 5                            | ジウスドラの罠               | 伊藤イツキ                   | もりたけし                   | 加藤顕                       | 久嶋浩徳                                  | 藤澤俊幸                     |
| 6                            | 雷光の架け橋                 | 綾奈ゆにこ                   | 高橋幸雄                     | 高橋幸雄                     | 深澤謙二 竹森由加 久嶋浩徳 日下岳史       | 高岡じゅんいち               |
| 7                            | 片羽と踊れ                   | 千明孝一                     | 村瀬修功                     | 上田繁                       | Shuzilow.HA                               | 藤澤俊幸                     |
| 8                            | 伝説の塔                     | 伊藤イツキ                   | 別所誠人                     | 布施康之                     | 清水勝祐 小野和寛                         | 高岡じゅんいち               |
| 9                            | イレブンナイン               | 綾奈ゆにこ                   | 寺岡巌                       | 白石道太                     | 菅井翔                                    | 藤澤俊幸                     |
| 10                           | 夏の終わりに                 | 賀東招二                     | 福田道生                     | 寺澤伸介                     | 川城儀源                                  | 高岡じゅんいち               |
| 11                           | ただ一枚の盾として           | 賀東招二                     | 福田道生                     | 玉田博                       | Shuzilow.HA 日下岳史 牧内ももこ           | 藤澤俊幸                     |
| 12                           | YOU ZAPPED TO ...            | 賀東招二                     | 千明孝一                     | 市村徹夫                     | 久嶋浩徳 熊膳貴志                         | 高岡じゅんいち               |
| 第2期：〜the Sword of URUK〜 |                              |                              |                              |                              |                                           |                              |
| 1                            | ギルガメスの塔               | 賀東招二                     | 千明孝一                     | 高橋幸雄                     | 塚田浩徳                                  | 高岡じゅんいち               |
| 2                            | 王都メスキア                 | 綾奈ゆにこ                   | 市村徹夫                     | 市村徹夫                     | 熊膳貴志                                  | 藤澤俊幸                     |
| 3                            | 夢の町メルトランド           | 伊藤イツキ                   | もりたけし                   | 加藤顕                       | 菅井翔                                    | 高岡じゅんいち               |
| 4                            | 幻影の中へ                   | 賀東招二                     | 数井浩子                     | 上田繁                       | 日下岳史                                  | 藤澤俊幸                     |
| 5                            | 影の国                       | 伊藤イツキ                   | 福島一三                     | 布施康之                     | 清水勝祐 小野和寛                         | 高岡じゅんいち               |
| 6                            | 四つの刺客                   | 綾奈ゆにこ                   | 釘宮洋                       | 玉田博                       | 千葉健二                                  | 藤澤俊幸                     |
| 7                            | 常春の館                     | 伊藤イツキ                   | 高橋幸雄                     | 高橋幸雄                     | 塚田浩徳                                  | 高岡じゅんいち               |
| 8                            | 二人はかつて                 | 綾奈ゆにこ                   | 奥野浩行                     | 所俊克                       | 波風立流                                  | 藤澤俊幸                     |
| 9                            | 夢の終わりに                 | 賀東招二                     | 麦野アイス                   | 加藤顕                       | 深澤謙三 竹森由加 日下岳史                | 藤澤俊幸                     |
| 10                           | ラストリゾート               | 賀東招二                     | 河本昇悟                     | 上田繁                       | 日下岳史 小田裕康                         | 高岡じゅんいち               |
| 11                           | 神をうつもの                 | 賀東招二                     | 福田道生                     | 玉田博                       | 千葉健二 藤澤俊幸                         | 藤澤俊幸                     |
| 12                           | つないだ手は…                | 賀東招二                     | 福田道生 千明孝一            | 高橋幸雄 千明孝一            | 高岡じゅんいち 深澤謙二 塚田浩徳 日下岳史 | 高岡じゅんいち               |

## 放送局
| 放送地域 | 放送局               | 放送期間                 | 放送日時           | 放送系列       | 備考                     |
| 第1期    | 第1期                | 第1期                    | 第1期              | 第1期          | 第1期                    |
| -------- | -------------------- | ------------------------ | ------------------ | -------------- | ------------------------ |
| 神奈川県 | tvk                  | 2008年4月4日 - 6月20日   | 金曜 25:15 - 25:45 | 独立UHF局      |                          |
| 兵庫県   | サンテレビ           | 2008年4月4日 - 6月20日   | 金曜 26:10 - 26:40 | 独立UHF局      |                          |
| 北海道   | テレビ北海道         | 2008年4月4日 - 6月20日   | 金曜 26:30 - 27:00 | テレビ東京系列 |                          |
| 日本全域 | GYAO!                | 2008年4月4日 - 6月20日   | 土曜 12:00 更新    | ネット配信     |                          |
| 東京都   | TOKYO MX             | 2008年4月8日 - 6月24日   | 火曜 26:00 - 26:30 | 独立UHF局      |                          |
| 福岡県   | TVQ九州放送          | 2008年4月8日 - 6月24日   | 火曜 27:53 - 28:23 | テレビ東京系列 |                          |
| 日本全域 | BS日テレ             | 2008年4月9日 - 6月25日   | 水曜 25:30 - 26:00 | BSデジタル放送 |                          |
| 埼玉県   | テレ玉               | 2008年4月9日 - 6月25日   | 水曜 26:00 - 26:30 | 独立UHF局      |                          |
| 三重県   | 三重テレビ           | 2008年4月9日 - 6月25日   | 水曜 27:00 - 27:30 | 独立UHF局      |                          |
| 千葉県   | チバテレビ           | 2008年4月10日 - 6月26日  | 木曜 25:00 - 25:30 | 独立UHF局      |                          |
| 岐阜県   | 岐阜放送             | 2008年4月10日 - 6月26日  | 木曜 25:45 - 26:15 | 独立UHF局      |                          |
| 京都府   | KBS京都              | 2008年4月10日 - 6月26日  | 木曜 26:00 - 26:30 | 独立UHF局      |                          |
| 日本全域 | AT-X                 | 2008年4月29日 - 7月15日  | 火曜 9:30 - 10:00  | CS放送         | リピート放送あり         |
| 日本全域 | アニマックス         | 2008年10月5日 - 12月21日 | 日曜 24:30 - 25:00 | CS放送         | リピート放送あり         |
| 日本全域 | トゥーン・ディズニー | 2009年4月6日 - 7月末     |                    | CS放送         | リピート放送あり JETIX枠 |
| 日本全域 | ディズニーXD         | 2009年末 - 2010年        | 月曜 19:30 - 20:00 | CS放送         |                          |
| 第2期    |                      |                          |                    |                |                          |
| 埼玉県   | テレ玉               | 2009年1月8日 - 3月26日   | 木曜 25:30 - 26:00 | 独立UHF局      |                          |
| 京都府   | KBS京都              | 2009年1月8日 - 3月26日   | 木曜 25:30 - 26:00 | 独立UHF局      |                          |
| 日本全域 | GYAO!                | 2009年1月8日 - 3月26日   | 金曜 12:00 更新    | ネット配信     |                          |
| 三重県   | 三重テレビ           | 2009年1月8日 - 3月26日   | 木曜 25:35 - 26:05 | 独立UHF局      |                          |
| 岐阜県   | 岐阜放送             | 2009年1月8日 - 3月26日   | 木曜 25:45 - 26:15 | 独立UHF局      |                          |
| 北海道   | テレビ北海道         | 2009年1月9日 - 3月27日   | 金曜 26:30 - 27:00 | テレビ東京系列 |                          |
| 日本全域 | BS日テレ             | 2009年1月9日 - 3月27日   | 金曜 27:30 - 28:00 | BSデジタル放送 |                          |
| 神奈川県 | tvk                  | 2009年1月10日 - 3月28日  | 土曜 25:30 - 26:00 | 独立UHF局      |                          |
| 兵庫県   | サンテレビ           | 2009年1月11日 - 4月5日   | 日曜 26:00 - 26:30 | 独立UHF局      |                          |
| 千葉県   | チバテレビ           | 2009年1月12日 - 3月30日  | 月曜 26:10 - 26:40 | 独立UHF局      |                          |
| 東京都   | TOKYO MX             | 2009年1月13日 - 3月31日  | 火曜 26:00 - 26:30 | 独立UHF局      |                          |
| 福岡県   | TVQ九州放送          | 2009年1月13日 - 3月31日  | 火曜 27:53 - 28:23 | テレビ東京系列 |                          |
| 日本全域 | アニマックス         | 2009年1月18日 - 4月5日   | 日曜 24:30 - 25:00 | CS放送         | リピート放送あり         |
| 日本全域 | AT-X                 | 2009年1月28日 - 4月15日  | 水曜 10:30 - 11:00 | CS放送         | リピート放送あり         |

### 日本国外
|       | 国   | 放送局           | 放送期間       | 放送日時（UTC+8）         | 備考 |
| ----- | ---- | ---------------- | -------------- | ------------------------- | ---- |
| 第1期 | 台湾 | アニマックス台湾 | 2010年9月2日 - | 月曜 - 金曜 20:30 - 21:00 |      |
| 第2期 | 台湾 | アニマックス台湾 | 2010年 -       | 月曜 - 金曜 20:30 - 21:00 |      |

## コミカライズ
コンプティーク（角川書店）2008年7月号より、コミカライズ版『ドルアーガの塔 〜the Aegis of URUK〜 隻眼の竜』が連載されている（漫画：MAKOTO2号）。
また、季刊である少年エース増刊『エースアサルト』においても『エースアサルト』2008年SUMMER号から2008年WINTER号まで渡辺とおるにより、アニメ版に準拠した『ドルアーガの塔 〜the Aegis of URUK〜』が連載され、単行本化されている。全1巻（原作：バンダイナムコゲームス「ドルアーガの塔」）

## インターネットラジオ
『塔聴!!ドルアーガ』は第1期が2008年7月2日から2008年12月24日まで、第2期が2009年2月4日から2009年4月29日まで音泉で配信された。第1期、第2期通して全39回。パーソナリティはジル役のKENNとカーヤ役の折笠富美子。
- 2009年1月14日には、SP回と題して、第2期ラジオのお知らせやTVアニメ情報をまとめたものが配信された[注 11]。
- 2009年8月19日より音泉にてラジオ本編の再放送を決定した。

トラップワード 〜終了の鍵〜
毎回、リスナーから募集したある特定のセリフがトラップワードとして設定されており、エンディングが終了するまでに誰かが言ってしまうとその場で即エンディング、ラジオの仕切りなおしとなってしまう。第2期からはカナデアントラップとして、パーソナリティ片方だけが知っているトラップワードを1人1個ずつ設定するようになった。
番組ではドルアーガの塔に見立て、エンディング毎（放送回数＋トラップワード発言回数）に1階登る。5週連続でトラップワードを1度も言わなかった場合はご褒美、60階まで登ってしまうと何か起こるとスタッフから言われていたが、最終的には54階でラジオが終了した。
第1期では逆にトレジャーワードやリサンタワードと称し、誰かが言うとプレゼントが貰える時もあった（リスナーが発案、早水が使用）
現在行われているコーナー
ふつおた
いわゆるふつうのお便りやフリートークを話す。
ドルアーガのアニメ部屋
アニメについての話をするコーナー。
ドルアーガのゲーム部屋!（2期 - ）
ネットゲーム「ドルアーガの塔 The Recovery of BABYLIM」での新アイテムの案を募集するコーナーで、第1期の「クエストあり □（ます） アイテム作り□（ます）」とほぼ同じコーナだが、2期からは、ボッタクル商店の商品も募集することになった。さらにラジオ連動クエストに関しても引き続き攻略およびヒントを出す予定。
「ギルガメスの塔」ではたらこう！（2期 - ）
ギルガメスの塔ではどのような仕事があるか考えるコーナー。現実世界にないものでも可。たくさん採用されると『財閥』の称号がもらえる。
ドルアーガさんぽ（2期 - ）
ギルガメスの塔（ドルアーガの塔）にはいろいろな名所があるはず。そこでリスナーが考えた名所を紹介するコーナー。
ドルアーガの隠し部屋
番組の最後にやる反省会で、トラップワードのセリフ公表など。
第1期のみ放送されたコーナー
ジルのガッツ！ガッツ！ガッツ！
KENNがリスナーがから送ってきたものを特訓としてやるコーナー。時々折笠もすることがある。最近食べ物に関する特訓が多い。
クエストあり□（ます） アイテム作り□（ます）
11月5日配信分までは、ネットゲームの『ドルアーガの塔 The Recovery of BABYLIM』にてアイテムを実装してほしいもの、それ以降は、オリジナルクエスト、ケンヌボヌールとオリベルテのクエストをリスナーから募集していた。
ポーションってどんな味？
ゲームでよく名前を聞くポーションをリスナーからどんな種類があるかを想像しリスナーが送るコーナー。
| 配信日         | 放送 回数 | ゲスト                               | 備考      |
| -------------- | --------- | ------------------------------------ | --------- |
| 2008年11月5日  | 19        | 安元洋貴（ウトゥ 役）                |           |
| 2008年11月12日 | 20        | 安元洋貴（ウトゥ 役）                |           |
| 2008年12月3日  | 23        | 早水リサ（アーメイ 役）              |           |
| 2008年12月10日 | 24        | 遠藤雅伸（ボッタクル商店店長として） |           |
| 2008年12月17日 | 25        | 賀東招二（システム構成）             |           |
| 2008年12月24日 | 26        | 賀東招二（システム構成）             |           |
| 2009年2月4日   | 27        | 遠藤雅伸（ボッタクル商店店長として） | [ 注 12 ] |
| 2009年2月18日  | 29        | 矢島晶子（カイ役）                   | [ 注 13 ] |
| 2009年2月25日  | 30        | 矢島晶子（カイ役）                   | [ 注 13 ] |

## ドラマCD
2009年に音泉より発売。
- ドルアーガの塔 〜the spoon of URUK〜 2009年4月24日
- ドルアーガの塔 〜the fork of URUK〜 2009年6月26日